# Юннанска планинска земя
Юннанската планинска земя е планинска земя в Южен Китай, заемаща голяма част от провинция Юннан, а периферните ѝ навлизат в западните райони на провинция Гуейджоу и Гуанси-Джуанския автономен регион, североизточните райони на Мианмар и северните райони на Лаос и Виетнам. На североизток постепенно преминава в по-ниската Гуейджоуска планинска земя, на север и северозапад е ограничена съответно от долината на река Яндзъ и Сино-Тибетските планини, на запад завършва до северните части на Иравадийската равнина, а на югозапад постепенно преминава в по-ниската Шанска планинска земя, разположена на територията на Мианмар.

## Географска характеристика
Източните и централните части на Юннанската планинска земя са разположени на 1800 – 2000 m н.в., а планинските хребети на запад се издигат до 3000 – 4000 m. Изградена е предимно от древни кристалинни и метаморфни скали, препокрити на значително протежение от мезозойски варовици. Разработват се находища на калай (в района на Гедзю), фосфорити (Кунян). За цялата планинска земя е характерна високата сеизмичност. На изток преобладават слабо разчленените плата с широко развитие на карстовите форми („каменни гори“, пещери, подземни реки и др.). На запад дълбочината на разчленението се увеличава.
Основните реки са Салуин и Меконг на запад и Хонгха на юг, които на места протичат в дефилета с дълбочина до 1000 – 2000 m. Най-големите езера са Дянчи, Фусянху, Ерхай.
Климатът е субтропичен, мусонен, с максимум на валежите през лятото. Средната януарска температура е от 4° до 10°С, а средната юлска – от 19° до 25°С. Годишната сума на валежите е 1000 – 1500 mm, а по наветрените склонове на хребетите – над 2000 mm. Междупланинските долини и котловини са засушливи и тук земеделските земи се нуждаят от изкуствено напояване.
Преобладаващите почви са червеноземни и жълтоземни, като в планините обичайно са оподзолени. В равнинните участъци се отглежда ориз, чай, плодове, цитрусови култури и др. Горите заемат около 20% от територията на планинската земя. Склоновете на планините са заети от тропически гори с участието на палми, фикуси, банани, многочислени видове лиани, папрати, орхидеи, бамбук и др., които нагоре се сменят със субтропични гори, съставени от вечнозелени и листопадни видове дъб, шим, кастанопсис, юннански бор и пасища. Изсичането на горите през вековете и ерозията на почвата са предизвикали в редица райони разпространението на вторични горски формации.